# Ratin A/S
Ratin A/S blev oprettet som en udspaltning fra Sophus Berendsen A/S i 1997. De eneste aktiver var 32,15 pct. af aktiekapitalen i det engelske Rentokil Initial  plc. I 2000 giver Rentokil Initial  plc tilbud om aktieombytning til Rentokil-aktier. Efter ombytningen likvideres Ratin A/S.
Robert Koch Nielsen var bestyrelsesformand indtil daværende administrerende direktør i Egmont-Gruppen, Jan O. Frøshaug overtog.